# Stephen Quinn
Stephen Quinn (nascut l'1 d'abril de 1986) és un futbolista professional irlandès que juga com a migcampista pel Reading FC.
Va començar la seva carrera al St Patrick's Athletic de la League of Ireland, abans d'anar al Sheffield United FC el 2005. Quinn va jugar al voltant de 200 partits amb els Blades, equip del qual fou el millor jugador del club de la temporada 2011 i va ser inclòs a l'equip de la lliga de la temporada 2011–12. El 2012 va marxar al Hull City i va formar part de l'equip que va assolir l'ascens a la Premier League. Quinn també va ser titular a la final de la FA Cup de 2014 contra l'Arsenal FC. És conegut per les jugades a pilota aturada.